# Mangora caxias
Mangora caxias là một loài nhện trong họ Araneidae.
Loài này thuộc chi Mangora. Mangora caxias được Herbert Walter Levi miêu tả năm 2007.